# 山丹薹草
山丹薹草（学名：Carex shandanica）是莎草科薹草属的植物，为中国的特有植物。分布于中国大陆的甘肃等地，生长于海拔3,100米的地区，见于河边及山谷，目前尚未由人工引种栽培。